# Anthurium anorianum
Anthurium anorianum är en kallaväxtart som beskrevs av Thomas Bernard Croat. Anthurium anorianum ingår i släktet Anthurium och familjen kallaväxter. Inga underarter finns listade.